# Cọp trắng (phim)
Cọp trắng (tên gốc tiếng Anh: The White Tiger) là phim điện ảnh chính kịch năm 2021 do Ramin Bahrani viết kịch bản kiêm đạo diễn. Phim có sự tham gia diễn xuất của Adarsh Gourav, Priyanka Chopra và Rajkummar Rao. Phim được sản xuất bởi Mukul Deora và Ramin Bahrani, cùng vai trò giám đốc sản xuất do Chopra, Prem Akkaraju và Ava DuVernay đảm nhiệm. Chuyển thể từ tiểu thuyết Cọp trắng năm 2008 của nhà văn Aravind Adiga, câu chuyện kể về Balram – chàng trai đến từ một ngôi làng nghèo ở Ấn Độ – sử dụng trí thông minh và xảo quyệt của mình để thoát khỏi cảnh nghèo đói.
Adiga đã xuất bản cuốn sách của mình và quyết định chuyển thể tác phẩm thành phim vào cuối năm 2010, với bản quyền được bán cho nhà sản xuất Mukul Deora, nhưng bộ phim đã không được thực hiện trong suốt vài năm sau đó. Bahrani đã được lựa chọn làm đạo diễn của phần phim chuyển thể và vô cùng háo hức thực hiện tác phẩm; anh đã đọc các bản thảo ban đầu của tiểu thuyết ngay từ trước khi cuốn sách được xuất bản. Quá trình ghi hình được thực hiện trên khắp Delhi từ tháng 10 đến tháng 12 năm 2019.
Cọp trắng được công chiếu ra mắt tại Las Vegas vào ngày 6 tháng 1 năm 2021 và công chiếu giới hạn tại các rạp chiếu phim ở Hoa Kỳ vào ngày 13 tháng 1 cùng năm. Phim được phát hành toàn cầu trên nền tảng xem phim trực tuyến Netflix vào ngày 22 tháng 1 năm 2021. Cọp trắng đã nhận được đánh giá tích cực từ giới phê bình, đặc biệt cho vai trò đạo diễn, phần kịch bản và diễn xuất của dàn diễn viên. Tại Giải Oscar lần thứ 93, bộ phim đã nhận được đề cử ở hạng mục Kịch bản chuyển thể xuất sắc nhất.

## Nội dung
Năm 2010, doanh nhân Balram Halwai gửi email cho Tổng lý Quốc vụ viện Ôn Gia Bảo, yêu cầu một cuộc gặp và kể lại câu chuyện cuộc đời của anh. Anh tin rằng tầng lớp dưới của Ấn Độ đang vĩnh viễn bị mắc kẹt trong tình trạng nô lệ, cũng giống như những con gà ở trong chuồng. Khi còn là một cậu bé ở Laxmangarh, Balram được nhận học bổng cho một trường học ở Delhi vì học lực tiên tiến của cậu. Thầy giáo nói rằng cậu là một "cọp trắng" – tức kẻ chỉ xuất hiện một lần trong suốt một thế kỷ. Tuy nhiên, khi cha cậu không thể trả nợ cho địa chủ của làng – The Stork – Balram bị bà nội buộc phải làm việc trong một quán chè và không được trở lại trường học. Cha của Balram sau đó qua đời vì bệnh lao mà không có bác sĩ nào chữa trị.
Khi còn trẻ, Balram khao khát trở thành tài xế riêng cho con trai của địa chủ là Ashok, người mới trở về từ Hoa Kỳ cùng với cô vợ Pinky. Balram được bà ngoại tài trợ cho đi học lái xe với lời hứa sẽ chia sẻ tiền lương làm tài xế cho bà. Balram được thuê làm tài xế thứ hai của gia đình địa chủ, nhưng cũng được giao những nhiệm vụ không đáng làm và bị ngược đãi. Balram luôn trung thành với mối đe dọa rằng anh và cả gia đình sẽ bị sát hại nếu anh phản bội cậu chủ. Ashok và Pinky lên kế hoạch tới Delhi để hối lộ các chính trị gia Ấn Độ, giúp gia đình anh ta không phải trả tiền thuế. Balram vì muốn lái xe cho họ ở Delhi nên đã tiết lộ bí mật về người tài xế chính của gia đình: anh ta là một người Hồi giáo. Sau khi người tài xế chính bị sa thải – do định kiến của gia đình Ashok đối với người Hồi giáo – Balram cùng với cặp đôi tới Delhi. Trái ngược với các thành viên khác trong gia đình, Ashok và Pinky đối xử với Balram một cách tôn trọng và dần trở nên thân thiết hơn với anh, mặc dù họ vẫn coi anh như một người hầu.
Tại Delhi, vào ngày sinh nhật của Pinky, cô và Ashok say xỉn và ép Balram để Pinky lái xe, dẫn đến việc cô vô tình đâm xe một đứa trẻ. Gia đình địa chủ ép Balram ký vào một bản thú tội, dù cuối cùng, không ai bị buộc tội, nhưng Balram không còn trung thành với gia đình địa chủ nữa. Pinky rời Ashok trở về New York, để Balram lại chăm sóc anh. Balram nhận ra rằng việc trung thành với Ashok không thể đảm bảo cho anh một cuộc sống thoải mái. Balram bắt đầu lừa đảo Ashok bằng những hóa đơn giả, đồng thời kiếm tiền bằng cách bán xăng xe và sử dụng chiếc xe như một chiếc taxi không giấy phép. Balram bắt đầu khiến gia đình địa chủ tức giận khi anh tặng tiền lẻ cho một người ăn xin. Bà của Balram ở quê bất ngờ gửi một đứa cháu trai đến sống với anh để cậu học cách trở thành một người lái xe. Balram cũng biết rằng bà anh đang muốn anh kết hôn – điều mà anh không hề mong muốn. Trong khi đó, Ashok chuẩn bị trả một khoản hối lộ lớn, đồng thời chuẩn bị thay thế Balram bằng một tài xế mới. Nhằm lấy cắp số tiền hối lộ, Balram giết Ashok và bỏ trốn khỏi thành phố cùng cậu cháu trai và số tiền. Một lệnh bắt giữ đã được đưa ra với Balram nhưng anh đã trốn tránh được việc truy lùng.
Balram đưa cháu trai của mình đến Bangalore. Anh dùng một phần số tiền ăn cắp được để hối lộ cảnh sát nhằm loại bỏ các nhà cung cấp dịch vụ taxi. Balram thành lập công ty taxi riêng và trở nên giàu có. Anh đối xử với những tài xế của công ty như nhân viên chứ không phải như người hầu, tự đứng ra chịu trách nhiệm cho bất kỳ sự cố nào mà họ gây ra. Anh cũng bảo trợ cho việc học hành của cháu trai mình, đồng thời chấp nhận rằng gia đình của mình ở quê nhà có thể đã bị người của địa chủ giết hại. Hạnh phúc khi thoát khỏi cảnh nô lệ, Balram tiết lộ rằng anh đã đổi tên thành Ashok Sharma.

## Diễn viên
- Adarsh Gourav vai Balram Halwai / "Ashok Sharma"
- Rajkummar Rao vai Ashok Shah, cậu chủ của Balram
- Priyanka Chopra Jonas vai Pinky Shah, vợ của Ashok
- Mahesh Manjrekar vai The Stork, cha của Ashok
- Vijay Maurya vai Mukesh Shah, anh trai của Ashok
- Kamlesh Gill vai Bà Kusum, bà của Balram
- Swaroop Sampat là Nhà xã hội chủ nghĩa vĩ đại
- Tawhid Rike Zaman vai bạn của Balram
- Vedant Sinha vai Dharam, cháu trai của Balram
- Nalneesh Neel vai Người đàn ông bạch biến

## Sản xuất

### Phát triển
Nhà sản xuất Mukul Deora đã mua bản quyền chuyển thể từ cuốn tiểu thuyết Cọp trắng của nhà văn Ấn Độ Aravind Adiga năm 2008, với nội dung kể về "cuộc hành trình phi thường của một người đàn ông từ một nhân viên quán trà làng trở thành một doanh nhân thành đạt ở thành phố lớn". Tuy nhiên, do không có đạo diễn nào được Deora chọn, Adiga đã chọn người bạn thời đại học của mình là đạo diễn Ramin Bahrani để ngồi ghế đạo diễn. Bahrani đã đọc những bản nháp thô của cuốn tiểu thuyết nhiều năm trước khi cuốn sách được xuất bản; và Deora nhận xét rằng Bahrani "rất tận tâm khi chuyển thể nó thành phim". Bahrani nói thêm "Đây là một câu chuyện đậm tính sử thi và đòi hỏi rất nhiều về khả năng tài chính, tiền bạc và nguồn lực để thực hiện ở Ấn Độ, và điều đó không hề dễ dàng vào thời điểm cuốn tiểu thuyết ra mắt". Anh đã bán quyền phân phối tác phẩm cho Netflix vì Bahrani tuyên bố rằng "hãng này có hứng thú với những câu chuyện mang tính toàn cầu, những tiếng nói thường không được thể hiện sau máy quay hoặc trước máy quay".
Khi Priyanka Chopra lướt qua Twitter, cô thấy thông tin rằng một bộ phim chuyển thể từ cuốn tiểu thuyết đang trong quá trình phát triển. Cô đã nhờ người đại diện của mình liên hệ đoàn làm phim để đề nghị hợp tác. Do đó, Chopra đảm nhiệm vai trò là một trong những giám đốc sản xuất của bộ phim – dưới danh nghĩa hãng sản xuất của cô là Purple Pebble Pictures – cùng với Prem Akkaraju, Ava DuVernay và Ken Kamins. Dù Bahrani đã thêm bớt một vài phân cảnh và điều chỉnh các nhân vật để phù hợp với ngôn ngữ điện ảnh, phần lớn câu chuyện chính vẫn trung thành với nguyên tác tiểu thuyết. Anh cho biết: "Phần khó nhất là cắt bỏ các chi tiết, vì tôi yêu cuốn sách rất nhiều. Nhưng khi tôi đưa tất cả vào kịch bản, nó dài tới 200 trang!". Ban đầu, anh cân nhắc việc cập nhật câu chuyện – với bối cảnh năm 2005 – lên một mốc thời gian gần đây hơn, những đã từ bỏ ý định khi nhận ra đây là một bộ phim kể về một giai đoạn trong quá khứ. Trong quá trình thực hiện kịch bản, Baharani cho biết: "Một trong những thay đổi lớn nhất ngày nay là thứ nằm trong tay bạn – siêu máy tính. Trong thời đại ngày nay, Balram sẽ không viết email, anh ấy có thể sẽ làm video hoặc Instagram. Đây là lần thứ hai trong đời tôi chuyển thể một cuốn sách và tôi muốn gắn bó chặt chẽ với nó."

### Tuyển vai
Bahrani đã từ chối một số ngôi sao nổi tiếng cho vai Balram: "Tôi đã có cơ hội nói chuyện với rất nhiều diễn viên, những ngôi sao mà bạn có thể biết, những ngôi sao Bollywood, tất cả đều tuyệt vời. Nhưng ở một góc độ nào đó, khi tôi ở Ấn Độ, tôi cảm thấy rằng nam diễn viên chính nên đến từ Ấn Độ và tốt nhất là chưa được ai biết đến. Tôi chỉ cảm thấy điều đó phù hợp với nhân vật và câu chuyện về một kẻ kém cỏi." Rajkummar Rao cũng được chọn đóng một vai chính trong phim, cùng với Priyanka Chopra. Trước khi quay phim, Bahrani đã dành nhiều tháng ở Ấn Độ, đi xe buýt địa phương, thăm những địa điểm trong cuốn sách và gặp gỡ nhiều người, trước khi gặp Adarsh Gourav. Gourav chuẩn bị cho vai diễn của mình bằng cách sống ẩn danh tại một ngôi làng hẻo lánh ở Jharkhand, làm việc 12 giờ mỗi ngày và rửa chén đĩa.

### Quay phim
Cả Rajkummar và Chopra đều chuẩn bị cho các phân cảnh, bắt đầu phần đọc kịch bản trước khi bắt đầu cảnh quay. Quá trình quay phim chính của bộ phim bắt đầu vào tháng 10 năm 2019 với sự tham gia của dàn diễn viên và đoàn làm phim, ngoại trừ Chopra do cô đang bận với quá trình quảng bá cho The Sky Is Pink (2019). Chopra tham gia quá trình quay phim từ ngày 2 tháng 11 năm 2019 tại Delhi. Bộ phim đóng máy vào ngày 15 tháng 12 năm 2019.

### Nhạc phim
Phần nhạc nền phim của Cọp trắng do Danny Bensi và Saunder Jurrians biên soạn. Phần nhạc nền này có chủ đề và âm thanh lấy cảm hứng từ văn hóa Ấn Độ. Phim sử dụng bài hát "Jungle Mantra" với vai trò miêu tả cuộc đời của nhân vật Balram. Được trình bày bởi Divine cùng với các rapper người Mỹ Vince Staples, Pusha T và Jawadista, bài hát được phát hành vào ngày 15 tháng 1 năm 2021.

## Phát hành
Họp báo công chiếu ra mắt Cọp trắng diễn ra tại Las Vegas vào ngày 6 tháng 1 năm 2021. Phim cũng được phát hành giới hạn tại các rạp chiếu Hoa Kỳ vào ngày 13 tháng 1 năm 2021. Sau đó, tác phẩm được phát hành toàn cầu trên nền tảng Netflix vào ngày 22 tháng 1 năm 2021. Netflix xác nhận 27 triệu hộ gia đình đã xem bộ phim trong tháng đầu tiên phát hành; phim cũng xuất hiện trong Top 10 của nền tảng ở 64 quốc gia khác nhau.

## Đón nhận

### Đánh giá chuyên môn
Trên hệ thống tổng hợp kết quả đánh giá Rotten Tomatoes, phim nhận được 91% lượng đồng thuận dựa theo 164 bài đánh giá, với điểm trung bình là 7,5/10. Các chuyên gia của trang web nhất trí rằng, "Với diễn xuất tốt và hình ảnh đẹp, Cọp trắng đã chắt lọc những điểm mạnh của nguyên tác gốc để tạo nên một phim điện ảnh chính kịch hấp dẫn đến kinh khủng." Trên trang Metacritic, phần phim đạt số điểm 76/100, dựa trên 39 nhà phê bình, chủ yếu là những lời khen ngợi.
Joe Morgenstern của The Wall Street Journal đã gọi Cọp trắng là một tác phẩm "hài hước và dữ dội". Đánh giá bộ phim 3,5 sao trên 4, Michael Phillips của Chicago Tribune gọi bộ phim là một "[tác phẩm] chuyển thể hấp dẫn" kèm lời bình luận: "Dàn diễn viên mang lại lợi thế và động lực cho công tác kể chuyện, trong khi nhà quay phim Paolo Carrera lại nắm bắt được cả tính cách đời thực lẫn sự quyến rũ mơ mộng, đầy khát vọng của nền giáo dục vô cảm bên trong Balram." David Rooney của The Hollywood Reporter đã viết: "Đi sâu vào cái hố ngăn cách giữa tầng lớp đầy tớ và người giàu ở Ấn Độ đương đại, bộ phim quan sát vấn đề tham nhũng ở cấp độ cao nhất và thấp nhất với câu chuyện về sự vô tội bị đánh mất và thế cục." Kevin Maher của The Times đánh giá bộ phim 4 trên 5 sao, gọi bộ phim bằng những cụm từ "choáng váng, chóng mặt" và ca ngợi phần diễn xuất "đầy ấn tượng" của Chopra Jonas.
Richard Lawson của Vanity Fair khen ngợi diễn xuất cũng như phần đạo diễn và kịch bản của Bahrani, nói rằng bộ phim đưa cuốn tiểu thuyết nổi tiếng trở nên chân thực hơn. Trong bài đánh giá 4/5 sao của mình, Robbie Collin của The Telegraph đã gọi Cọp trắng là một tác phẩm "mạnh mẽ, hấp dẫn" và "được thổi hồn bằng cách dựng phim linh hoạt và phần nhạc phim theo hướng hip-hop." Bilge Ebiri của tạp chí New York đã gọi bộ phim là "Câu chuyện tàn bạo, mạnh mẽ của tham vọng, giai cấp và tham nhũng", "cắt xuyên biên giới và lục địa, và [...] cũng cắt vào cả tâm hồn". Peter Bradshaw của The Guardian đã cho bộ phim 4 trên 5 sao, kèm lời bình luận: "Bahrani [đã chuyển thể và] cũng đạo diễn tác phẩm với năng lượng kể chuyện đầy ấn tượng." Clarisse Loughrey từ The Independent cho rằng bộ phim là một "sự châm biếm đen tối nhưng cũng đầy phấn khích về chủ nghĩa tư bản". Peter Travers của ABC News thì ca ngợi phần diễn xuất "hoàn hảo" và cũng như chỉ đạo của Bahrani: "Ramin Bahrani khiến bạn phải ngồi im trên ghế của mình". Cây viết Owen Gleiberman của Variety cũng ca ngợi màn trình diễn của Chopra Jonas và Gourav bằng mỹ từ "tuyệt vời".

### Giải thưởng
| Giải thưởng                                    | Ngày                | Hạng mục                                    | Đề cử         | Kết quả   | Nguồn  |
| ---------------------------------------------- | ------------------- | ------------------------------------------- | ------------- | --------- | ------ |
| Giải thưởng AACTA                              | 7 tháng 3 năm 2021  | Nam diễn viên chính xuất sắc nhất – Quốc tế | Adarsh Gourav | Đề cử     | [ 38 ] |
| Giải Oscar                                     | 25 tháng 4 năm 2021 | Kịch bản chuyển thể xuất sắc nhất           | Ramin Bahrani | Đề cử     | [ 39 ] |
| Liên hoan phim Thế giới Châu Á                 | 20 tháng 3 năm 2021 | Ngôi sao đang lên Snow Leopard              | Adarsh Gourav | Đoạt giải | [ 40 ] |
| Giải thưởng điện ảnh của Viện hàn lâm Anh quốc | 11 tháng 4 năm 2021 | Nam diễn viên chính xuất sắc nhất           | Adarsh Gourav | Đề cử     | [ 41 ] |
| Giải thưởng điện ảnh của Viện hàn lâm Anh quốc | 11 tháng 4 năm 2021 | Kịch bản chuyển thể xuất sắc nhất           | Ramin Bahrani | Đề cử     | [ 41 ] |
| Giải thưởng Tinh thần Độc lập                  | 22 tháng 4 năm 2021 | Nam diễn viên chính xuất sắc nhất           | Adarsh Gourav | Đề cử     | [ 42 ] |
| Giải thưởng của Hiệp hội Nhà văn Hoa Kỳ        | 21 tháng 3 năm 2021 | Kịch bản chuyển thể xuất sắc nhất           | Ramin Bahrani | Đề cử     | [ 43 ] |